# 狭山郵便局
狭山郵便局（さやまゆうびんきょく）は埼玉県狭山市にある郵便局。民営化前の分類では集配普通郵便局であった。

## 概要
住所：〒350-1399 埼玉県狭山市富士見1-15-32

## 沿革
- 1880年（明治13年）4月 - 入間川（いるまがわ）郵便局（五等）として開設[1]。
- 1885年（明治18年）10月1日 - 貯金取扱を開始。
- 1888年（明治21年）4月30日 - 廃止。
- 1899年（明治32年）1月1日 - 再設置。同年5月1日より貯金取扱を、9月16日より為替取扱を開始。
- 1957年（昭和32年）4月1日 - 狭山郵便局に改称[2]。
- 1960年（昭和35年）12月11日 - 電話交換事務を狭山電報電話局に移管。
- 1963年（昭和38年）11月1日 - 特定郵便局から普通郵便局へ局種別改定。
- 1964年（昭和39年）9月28日 - 狭山市入間川から同市入間川町字菅原に移転。
- 1965年（昭和40年）2月16日 - 和文電報配達、国内欧文電報受付・配達、国際電報受付・配達の各事務を、狭山電報電話局に移管。
- 1974年（昭和49年）4月8日 - 狭山市入間川二丁目から、同市富士見一丁目に局舎を新築、移転。
- 1998年（平成10年）9月1日 - 外国通貨の両替および旅行小切手の売買に関する業務取扱を開始。
- 2007年（平成19年）3月19日 - 入間郵便局から集配業務を移管[3]。
- 2007年（平成19年）10月1日 - 民営化に伴い、併設された郵便事業狭山支店に一部業務を移管。
- 2012年（平成24年）10月1日 - 日本郵便株式会社発足に伴い、郵便事業狭山支店を狭山郵便局に統合。

## 取扱内容
- 郵便、印紙、ゆうパック、内容証明
- 貯金、為替、振替、振込、国際送金、外貨両替・トラベラーズチェック、国債、投資信託
- 生命保険、バイク自賠責保険、自動車保険、変額年金保険、がん保険、引受条件緩和型医療保険
- ゆうちょ銀行ATM
- 狭山市内および入間市内の集配業務
- ゆうゆう窓口

## 周辺
- 狭山市役所
- 埼玉県立狭山工業高等学校
- 航空自衛隊入間基地

## アクセス
- 西武新宿線 狭山市駅から徒歩約8分
- 西武バス狭山30・狭山30-1系統 狭山郵便局停留所下車
- 首都圏中央連絡自動車道（圏央道） 狭山日高ICから南東へ約5km、関越自動車道 川越ICから南西へ約8km
- 駐車場あり：33台